# Анор Лондо

Панорама уровня Анор Лондо с видом на Крепость Гвина в игре Dark Souls

Анор Лондо (англ. Anor Londo) — вымышленный город из серии компьютерных игр Souls, фигурирующий в играх Dark Souls и Dark Souls III. В соответствии с сюжетом игры, в прошлом этим городом правили «боги» — великие герои, которые некогда использовали силу Первого Пламени, чтобы уничтожить драконов, изначально владевших миром Dark Souls. Тем не менее, во время событий, происходящих в видеоигре, он представляет собой лишь город-призрак, так как король Гвин задолго до этого пожертвовал собой, чтобы возродить угасающее Первое Пламя. Анор Лондо неоднократно хвалили в видеоигровой прессе за интересный дизайн, а также высокую сложность уровня, включая примечательное место, в котором игрок сталкивается с двумя врагами-лучниками, и дуэт финальных боссов — Орнштейна и Смоуга.

## Содержание уровня

### Dark Souls
Главный герой прибывает в Анор Лондо после победы над боссом предыдущего уровня, Железным Големом — стая крылатых демонов переносит игрового персонажа через неприступную стену Анор Лондо внутрь города. Анор Лондо — одна из немногих нетронутых временем областей Лордрана, тогда как многие другие места игры представляют собой руины. В соответствии с сюжетом Dark Souls, персонаж должен добраться до собора в центре города, чтобы получить там особый предмет — Великую Чашу.
Одно из наиболее трудных мест на уровне требует от игрока карабкаться по крышам и аркбутанам, чтобы проникнуть в собор через балкон; при этом героя обстреливают из массивных луков двое серебряных рыцарей — их стрелы способны легко сбить игрового персонажа с края в пропасть. Эти рыцари не являются боссами — это рядовые враги, но их расположение и путь на крышу устроены так, что преодолеть это место очень трудно. Пробив себе путь сквозь крепость, игрок встречается лицом к лицу с боссами уровня — Орнштейном Драконоборцем и Палачом Смоугом, он должен победить их, чтобы получить доступ к Гвиневер, принцессе Солнечного Света. Она награждает игрока Великой Чашей, позволяя игроку покинуть уровень. Игрок может по своему желанию сразиться в Анор Лондо с секретным боссом Гвиндолином и убить его, хотя это и необязательно для прохождения игры.

### Dark Souls III
В Dark Souls III вновь появляется центральный собор Анор Лондо — на этот раз он изображён замёрзшим и занесённым снегом, освещённым лунным светом. Прямой путь к Анор Лондо отсутствует, и игроку приходится сначала исследовать новый город, выстроенный вокруг древнего Анор Лондо — Иритилл. Старые постройки Анор Лондо выглядят тёмными и обветшалыми, некоторые проходы завалены обломками, не дающими пройти дальше. Центральный зал собора, где происходила битва с Орнштейном и Смоугом, затоплен чёрной слизью, но и украшен новыми декоративными элементами, в том числе тканевые занавесями. Это место вновь служит ареной битвы с боссом — Олдриком, Пожирателем богов; игрок должен сразиться с этим могущественным существом, чтобы получить его силу и вернуть её в Храм Огня.

## История
В соответствии с сюжетами игр, Анор Лондо был выстроен Гвином, правителем богов, который желал таким образом укрепить свою власть после начала Эпохи Огня. Много веков спустя, после угасания Первого Пламени, Гвин был вынужден покинуть город вместе с половиной своей армии серебряных рыцарей (англ. silver knights), чтобы вновь зажечь Первое Пламя. Во время событий Dark Souls единственным оставшимся божеством в Анор Лондо является Гвиндолин, который руководит ковенантом Тёмной Луны. Он создает иллюзию солнечного света, а также принцессу Гвиневер, чтобы заставить Избранную Нежить победить Гвина и снова разжечь Первое Пламя. Если игрок атакует Гвиневер, иллюзия разрушается, и город возвращается к своему истинному виду, окутанному тьмой. В промежутке между событиями Dark Souls и Dark Souls III вокруг старого Анор Лондо был выстроен новый город Иритилл, но и он был заброшен из-за проклятия нежити. Собор Гвина в третьей части серии является логовом Олдрика, Пожирателя богов — священника-людоеда, поглотившего Гвиндолина; сам Олдрик превратился в огромного бесформенного слизняка и использует тело Гвиндолина как марионетку.

## Разработка

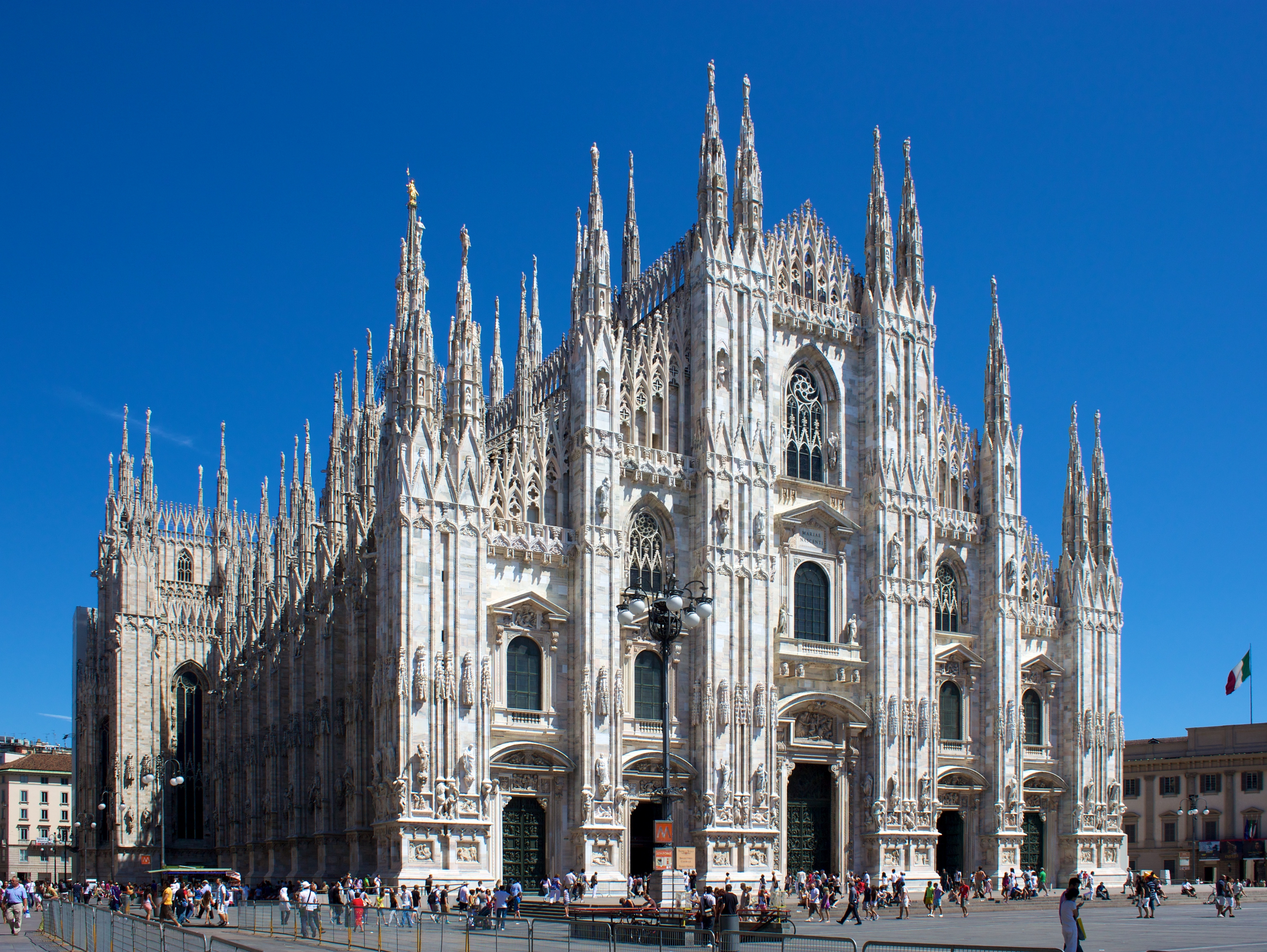
Художественный дизайн Анор Лондо был вдохновлен Миланским собором, или Дуомо.

Анор Лондо был разработан так, чтобы казаться наградой за прохождение «Крепости Сена», однако он не предоставлял игроку четкого варианта прохождения, подталкивая его выбирать между несколькими обходными путями, например, подниматься по аркбутанам. Винтовые лестницы города должны были олицетворять жизнь. Архитектура города была вдохновлена Миланским собором, который лично посетил дизайнер Dark Souls Масанори Варагаи. По словам художественного руководителя проекта, Хидэтака Миядзаки, он был огорчён тем фактом, что то чувство восторга, которое игрок испытывал попадая в Анор Лондо, не сохранялось на протяжении всего уровня.

## Отзывы
Рецензент журнала Edge назвал Анор Лондо «столь же прекрасным, сколь и смертоносным», отметив его контраст со сдержанным дизайном предыдущих уровней. Сравнивая город с «Божественной комедией» и кругами ада, которые проходит Данте, автор прировнял Анор Лондо к Небесам, на основании того, что «это единственная область в игре, в которую вы не можете попасть самостоятельно». Назвав первое впечатление от города «ошеломительным», рецензент подчёркивал, поскольку игра Dark Souls «порою настолько мрачна, так обделёна теплом и светом», что красота города «кажется, практически ослепительно порнографической». В журнале Kotaku сослались на заповеднический посыл в дизайне города, прямой путь к которому заблокирован, намекая игроку, что ему там не место. Обозреватель издания, Патрик Клепек, назвал появление Анор Лондо в Dark Souls III одной из «изюминок» игры, а его архитектуру «красивой» и «захватывающей».
Обозреватель онлайн-портала Den of Geek назвал Анор Лондо одним из «величайших игровых уровней», заявив, что он «представляет собой основную привлекательность Dark Souls», будучи разработанным для того, чтобы «запугать и произвести впечатление» на игрока, а также полон загадок. В свою очередь Киан Махер из Washington Post характеризовал Анор Лондо одним из «восьми чудес виртуального мира», назвав его «восхитительно озарённый [солнцем] горизонт» «поразительным» по сравнению с темной палитрой остальной части игры и подчеркнув, что «люди — или божества — которые населяют город, также вносят свой вклад в его величие». Рецензент журнала Eurogamer назвал возвращение Анор Лондо в Dark Souls III «сюрреалистическим, меланхолическим опытом», который «входит в число лучших моментов видеоигры», также «демонстрируя, как эволюционировала игровая серия, как техническом, так и в визуальном плане».
Сложность места игры с двумя серебряными рыцарями-лучниками была подвергнута критике со стороны Джо Доннелли из журнала PC Gamer, по словам рецензента, добравшись до них, он разлюбил Dark Souls, отметив, что до этого момента игра ни разу не казалась ему несправедливой. Боб Макки с сайта US Gamer включил «грёбаных лучников из Анор Лондо» в свой список самых жестоких моментов во всей серии Souls — по его словам, никакой другой дуэт врагов в игре, даже Орнштейн и Смоуг, не доставляли столько проблем игрокам, и во всей серии трудно найти другое такое место, где «в такое краткое столкновение с врагами умещалось бы столько боли». Сайт IGN поставил место с лучниками на седьмое место в рейтинге самых запоминающихся моментов серии Souls. Джейви Гуолтни из журнала Paste в рейтинге десяти самых сложных боссов серии Souls выделил лучникам из Анор Лондо особое «бонусное» место сверх этой десятки, назвав столкновение с ними самым сложным местом игры. В 2023 году Анор Лондо занял 4-е место в списке «100 самых сложных игровых уровней всех времён» по мнению портала Vulture, члены редакции отметили, что «с этого места игрок получает настоящий вызов, что весьма забавно, потому что это уровень, которого большинство людей достигают спустя много времени после того, как побывали в ядовитых глубинах Города Скверн, убили двух кровожадных горгулий и пережили множество непотребств в Крепости Сена».
В 2016 году весь город, включая подземелье и босса, воспроизвели в игре Minecraft.